# Леонтьев, Владимир Павлович
Влади́мир Па́влович Лео́нтьев (7 ноября 1946, Москва — 21 сентября 2005, Москва, СССР) — советский яхтсмен, участник трёх Олимпийских игр. Мастер спорта международного класса. Заслуженный тренер РСФСР.

## Карьера

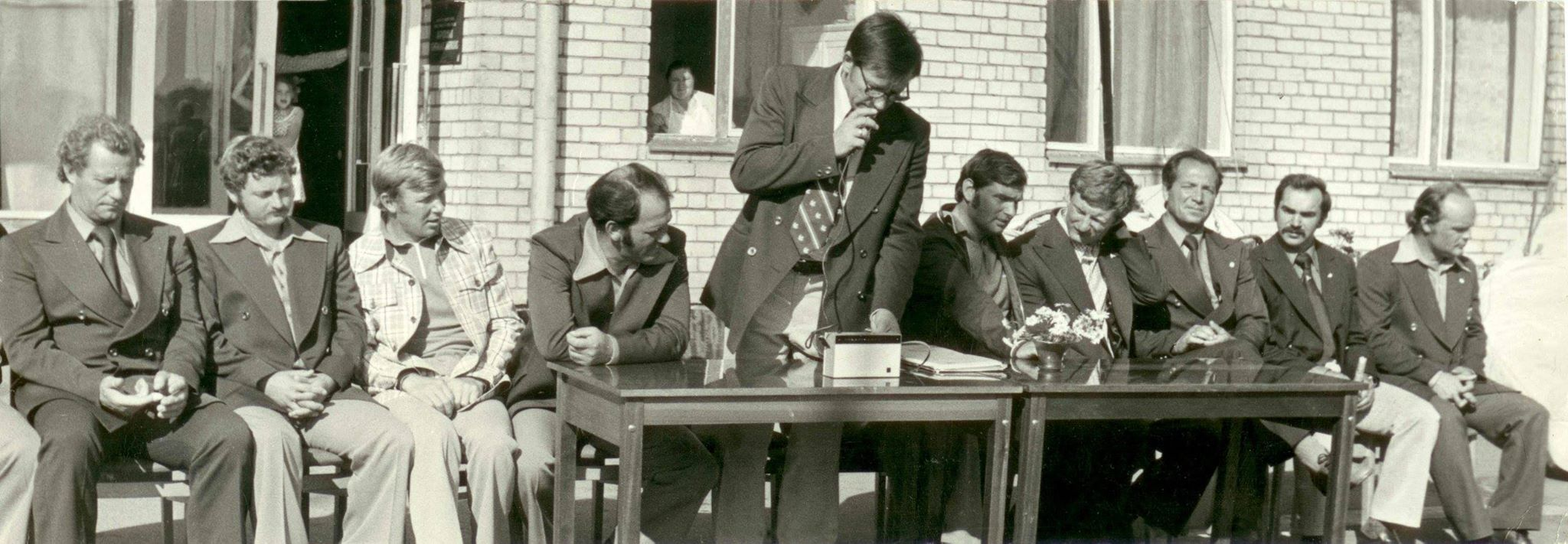
Отчёт Сборной СССР по парусному спорту после Олимпийских игр 1976. Слева — направо: Владимир Васильев, Владимир Леонтьев, Александр Потапов, Валентин Замотайкин, Юрий Пильчин — главный тренер, Андрей Балашов, Владислав Акименко, Валентин Манкин, Виктор Потапов, Борис Будников.

В 1957 году Леонтьев начал заниматься водно-моторным спортом спортом в московском водно-моторном клубе имени Баранова; вскоре перешел в яхт-клуб ДСО «Труд» к тренеру Е. И. Сахаровой. Леонтьев трижды становился чемпионом Москвы среди юношей. После призыва в ряды Советской Армии В. Леонтьева зачислили в сборную команду ВМФ. Его новым тренером стал М. А. Сахновский.
В 1965 году Леонтьев выполнил норматив мастера спорта. Вскоре Леонтьев со шкотовым Дробышевым уже считались одним из сильнейших экипажей «Летучих Голландцев» в стране, успешно конкурируя с А. Шелковниковым, Р. Новодережкиным, Л. Рваловым и А. Коноваловым. Однако незадолго до Олимпийских игр 1972 года Дробышеву из-за болезни пришлось отказаться от занятий парусным спортом. Леонтьев успешно сработался с новым шкотовым Валерием Зубановым (из Днепропетровска), выступавшим ранее с рулевым В. Гусенко. Они стали участниками трёх Олимпиад: в 1972 году в Мюнхене Леонтьев в классе «Летучий голландец» вместе с занял 6-е место, а в 1976 и 1980 годах они занимали 5-е место.
Одиннадцатикратный чемпион СССР.
Скончался 21 сентября 2005 года. Похоронен на Хованском северном кладбище, участок 204 «В».

## Образование
Выпускник Ереванского института физкультуры.

## Личная жизнь
Внук заслуженного мастера спорта СССР, сооснователя Центрального водно-моторного клуба им. П. Баранова, Павла Антоновича Леонтьева (1893—1984).  Отец Владимира также был яхтсменом.